# Neocompsa wappesi
Neocompsa wappesi är en skalbaggsart som beskrevs av Giesbert 1998. Neocompsa wappesi ingår i släktet Neocompsa och familjen långhorningar.
Artens utbredningsområde är:
- Guatemala.
- Honduras.

Inga underarter finns listade i Catalogue of Life.